# Risveglio nazionale lettone
Per Risveglio Nazionale Lettone (in lingua lettone: latviešu tautas atmoda) si intendono tre movimenti risorgimentali distinti ma ideologicamente collegati:
- per Primo Risveglio ci si riferisce al risorgimento condotto dai Giovani Lettoni dagli anni 1850 agli anni 1880;
- per Secondo Risveglio ci si riferisce ai movimenti che portarono all'indipendenza della Lettonia nel 1918;
- per Terzo Risveglio ci si riferisce ai movimenti che ricondussero all'indipendenza lettone nel periodo della Rivoluzione Cantata (dal 1987 al 1991).

## Uso del termine

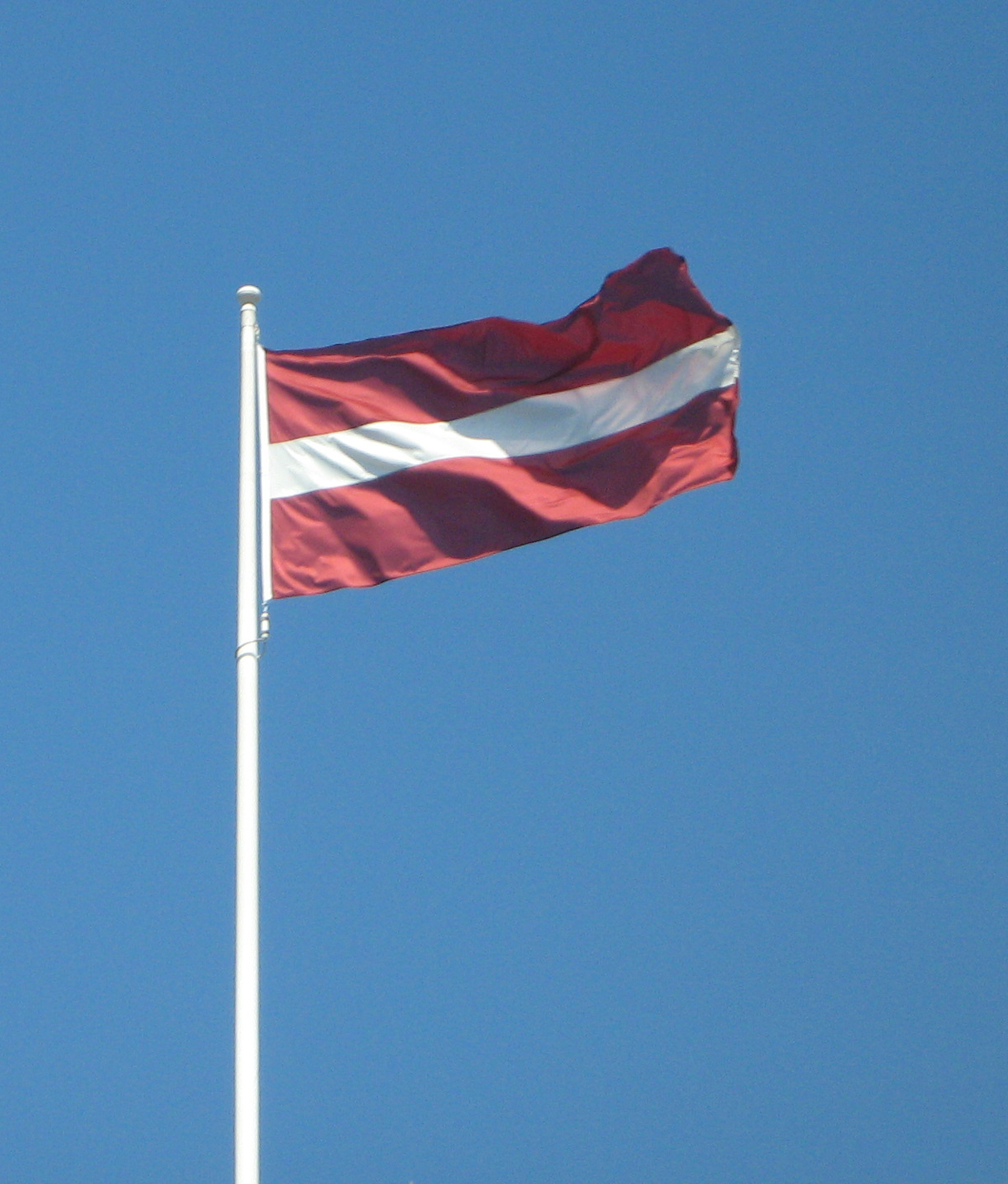
Bandiera della Lettonia

Nonostante il termine "risveglio" fosse stato introdotto dagli stessi Giovani Lettoni, il suo uso fu influenzato dall'intellettuale nazionalista Ernests Blanks e successivamente dall'accademico Jānis Stradiņš; Stradiņš fu il primo a usare l'espressione "Terzo Risveglio" (durante l'assemblea plenaria dell'Unione degli Scrittori della Repubblica Socialista Sovietica Lettone nel giugno del 1988), opponendosi a coloro che avevano iniziato a chiamare il risorgimento lettone nel periodo del glasnost' come "Secondo Risveglio" (considerando come "Primo" quello dei Giovani Lettoni).
Blanks cercò di fare una distinzione tra la Nuova Corrente (in lettone: Jaunā strāva) - un ampio movimento radicale socio-economico, politico e culturale che perdurò dalla fine degli anni 1880 fino alla Rivoluzione russa del 1905, condotta da Rainis e influenzata dal marxismo - e la direzione più prettamente nazionalistica intrapresa nel 1903 da Ernests Rolavs e Miķelis Valters; secondo Blanks, gli anni 1890 "potrebbero essere cancellati completamente dalla storia del pensiero nazionale". Considerava la nazionalista Unione Socialdemocratica Lettone (in lettone: Sociāldemokratu savienība; talvolta abbreviato in SDS) di Rolavs e Valters - un gruppo socialista radicale critico nei confronti del cosmopolitismo del Partito Socialdemocratico dei Lavoratori di Lettonia (Latvijas sociāldemokrātiskā strādnieku partija, LSDSP) - come il discendente diretto delle ideologie dei Giovani Lettoni. Fu infatti il SDS il primo partito a chiedere l'indipendenza politica per la Lettonia.
Stradiņš basò la sua visione sul risorgimento negli anni 1980 su quella di Blanks, considerando in maniera simile il "Secondo Risveglio", che secondo lui ispirò la costituzione del gruppo dei fucilieri lettoni, le attività degli immigrati lettoni in Svizzera, il comitato per la salvaguardia dei rifugiati lettoni in Russia, le battaglie e la proclamazione d'indipendenza.